# Billy Yank
Billy Yank é a personificação dos estados do Norte dos Estados Unidos, mais especificamente da União durante a Guerra Civil Americana. O segundo nome é derivado de yankee, termo de calão para Americanos. Caricaturistas políticos usaram Billy Yank e o seu equivalente Confederado; Johnny Rebel, para simbolizar os combatentes da Guerra Civil Americana dos anos 60 do século XIX.
Normalmente, Billy Yank, é representado usando um uniforme de lã, que incluía uma jaqueta e um bivaque. Isto indiciava que o uniforme da União era padronizado pelo Departamento de Guerra dos Estados Unidos.  

## Banda desenhada
Em publicações da DC Comics, Billy Yank está ligado ao Tio Sam. Nessa versão, o "Espírito da América" (actualmente incorporado no Tio Sam) assume forma humana como Minuteman, Brother Johnathan e, durante a Guerra Civil Americana reparte-se por dois em Johnny Reb e Billy Yank.